# نظرية الموقف الوظيفي
تقترح نظرية الموقف الوظيفي أن المعتقدات والمواقف تؤثر بوظائف نفسية متنوعة. قد يكون للمواقف تأثير على الكثير من العمليات -مثل كون المرء نافعًا (مفيدًا) أو اجتماعيًا أو متمسكًا بالقيم- أو تقليل التنافر الإدراكي. قد تكون مفيدة وتساعد الناس على التفاعل مع العالم. في أواخر خمسينيات القرن العشرين، عندما سيطر التحليل النفسي والمذهب السلوكي على الدراسات النفسية، طور سميث وبرونر ووايت (1956) وكاتز (1960) بصورة منفصلة مستقلة علم أنماط للسلوك البشري فيما يتعلق بالوظائف التي اعتقدوا أن المواقف تخدمها. تقترح هذه النظرية أن الأفراد يتمسكون بالمواقف؛ لأنها مهمة ومتكاملة مع وظائفهم النفسية. تكون وظيفة موقف معين أهم من كون الموقف دقيقًا أو صحيحًا أم لا.

## خلفية
أعطت خطابات أرسطو –المشهورة بقدرتها على الإقناع في مجالات الأخلاق والمنطق والشفقة- البشر أول نظرية ودليل مسجل على التأثير الاجتماعي. ميّز أرسطو أن المناشدات المختلفة مهمة لأنواع الإقناع المختلفة، وأن هذه المناشدات يمكن أن تُضبَط وتُنقّى لتناسب الجمهور أو المنتج أو الفكرة بصورة أفضل. في أواخر خمسينيات القرن العشرين، عندما سيطر التحليل النفسي والمذهب السلوكي على الدراسات النفسية، طور سميث وبرونر ووايت (1956) وكاتز (1960) بصورة منفصلة مستقلة علم أنماط للسلوك البشري فيما يتعلق بالوظائف التي اعتقدوا أن المواقف تخدمها. كان هدف نظريات الموقف الوظيفي هذه –كما تبيّن لاحقًا- هو فهم تأثير حالات المواقف الوظيفية فيما يتعلق بالإدراك والسلوك وخاصة كاتز (1960) بهدف زيادة فعالية التواصلات الإقناعية عبر مطابقة المقاربات أو المناشدات مع الوظيفة التي يخدمها الموقف.
ركز سميث والآخرون (1956) على الروابط بين حالات المواقف والشخصية، وأجرى مقابلات مع 10 رجال فيما يتعلق بموقفهم من الاتحاد السوفييتي. كانت هذه الدراسة الاستقرائية المنطقية صغيرة جدًا وغير كافية للوصول إلى أي استنتاجات، وعنت الطبيعة غير التجريبية للدراسة أنها ستكون ملتبسة كونها قاعدة للأبحاث المستقبلية، لكن سميث ونظريات زملائه التأسيسية استمرت وألهمت الأبحاث المستقبلية حول نظرية الموقف الوظيفي. بصورة مماثلة، قدمت نتائج كاتز (1960) الاستنتاجية شرحًا وتعريفًا للمفاهيم العامة لنظرية الموقف الوظيفي أكثر مما قدمته لإرشاد طرائق الأبحاث المستقبلية. في الحقيقة، رُبِط نقص الأبحاث الباكرة حول نظرية الموقف الوظيفي بفشل الدراسات بتقديم طرائق قابلة للتكرار وبقابلية تكذيب الطرائق بالنسبة للأبحاث المستقبلية حول النظرية (هاريس وتوليدو 1997، شافيث ونيلسون 2002). على الرغم من هذا النقص في المنهجية، ساهمت كلتا الدراستين في المفاهيم الأساسية لنظرية الموقف الوظيفي التي تبلورت في ثمانينيات القرن العشرين.

## مفاهيم
في نظرية الموقف الوظيفي، تُعتبر المواقف متغيرات نوعية فيما يتعلق بالوظيفة التي تقدمها. أي أن المواقف هي المتغير المستقل لوظيفة معينة (النفعية أو التكيف الاجتماعي… إلخ) وتؤثّر على كل من الإدراك والسلوك (مغيرات تابعة). افترض الباحثون أن الناس يطورون مواقف لتخدم أهدافهم، وأنه على الرغم من أن أي موقف معين قد يخدم وظائف متعددة، فإنه سيخدم عمومًا وظيفة واحدة أكثر من الأخرى (كاتز 1960، سميث وبرونر ووايت 1956). افترضوا أنه على الرغم من أنه قد يكون لشخصين موقفًا بنفس التكافؤ، فإن هذا الموقف قد يخدم وظائف مختلفة لدى كل منهما. رغم أن المواقف المختلفة تخدم وظائف نفسية مختلفة، فمن المهم ملاحظة أنها ليست متنافرة؛ لأن المواقف المتماثلة قد تُطوَّر من أجل أسباب مختلفة لدى أشخاص مختلفين، تهدف نظرية الموقف الوظيفي إلى فهم سبب تطور هذه المواقف من أجل فهم كيفية التأثير عليها بصورة أفضل (هاريس وتوليدو 1997). على الرغم من توظيف مصلحات مختلفة، تصور كلا كاتز (1960) وسيمث وزملاؤهما (1956) وظائف موقفية متماثلة هي: النفعية والتكيف الاجتماعي وغلاء القيم والدفاع عن الغرور والمعرفة. هذه المواقف الوظيفية الخمسة معرَّفة في الأسفل باختصار، تتبعها نتائج دراسات حول نظرية الموقف الوظيفي ونقد مختصر لهذه النظرية.